# Lars Erik Lund
Lars Erik Lund, född 25 juli 1974,  är en norsk tidigare ishockeyspelare som spelade back för  Vålerenga i get-ligaen fram till 2011. 
I åldersspecifika klasser spelade Lund för Manglerud Star. Som senior har han spelat i Vålerenga nästan hela sin karriär. Det enda undantaget var 1999-2001 då han spelade två säsonger för Frisk Tigers. Han har spelat för  Norges ishockeylag sedan 2004. Han har också spelat i åldersanpassade landslag sedan han var 18 år gammal. Lund blev norsk mästare med Vålerenga 1998, 1999, 2003, 2005, 2007 och 2009.